# F-Spot
F-Spot은 그놈 데스크톱 환경을 위해 개인 사진 관리를 제공하도록 설계된, 유지보수가 천천히 진행 중인 이미지 오거나이저이다. 이 소프트웨어의 명칭은 F 값(F-Stop)이라는 용어를 참고했다.

## 기술 정보
이미지를 F-Spot으로 가져올 때 디스크에 기록된다. 폴더는 /username/Pictures/Photos/[year]/[month]/[Day]이다.

## 같이 보기
- 디지캠 (소프트웨어)